# Al-Rahba
Al-Rahba (/ ALA-LC : al-Raḥba, a veces escrito Raḥabah), también conocido como Qal'at al-Rahba, que se traduce como la "Ciudadela de al-Rahba", es una fortaleza árabe medieval en la orilla occidental del río Éufrates, adyacente a la ciudad de Mayadin en Siria. Situado en lo alto de un montículo con una elevación de 244 metros (800,5 pies), al-Rahba supervisa la estepa del desierto sirio. Se ha descrito como "una fortaleza dentro de una fortaleza"; consta de una torre interior de 60 x 30 metros (196,9 x 98,4 pies), protegido por un recinto de 270 x 95 metros (885,8 x 311,7 pies). Al-Rahba está hoy en gran parte en ruinas como resultado de la erosión eólica.
El sitio original, que se conocía como "Rahbat Malik ibn Tawk" por su homónimo y fundador abasí, estaba ubicado a lo largo del Éufrates. Fue visto por los ejércitos musulmanes, las caravanas y los viajeros como la clave de Siria desde Irak y, a veces, viceversa. Las tribus beduinas a menudo lo controlaban y lo usaban como punto de partida para las invasiones del norte de Siria. Debido a su ubicación estratégica, se lo disputaron frecuentemente los poderes musulmanes, incluidos los señores locales, los Hamdánidas, los Uqáylidas, los Mirdásidas y los Selyuks, entre otros. Rahbat Malik ibn Tawk fue destruido en un terremoto en 1157.
Unos años más tarde, la fortaleza actual fue construida cerca del borde del desierto por el señor zenguí-ayyubí Shirkuh. Los descendientes de este último mantuvieron a al-Rahba como un feudo hereditario otorgado por Saladino hasta 1264. Uno de ellos, Shirkuh II, supervisó una tercera reconstrucción importante en 1207. A lo largo de la era mameluca temprana (finales del siglo XIII-XIV), la fortaleza fue restaurada y fortalecida continuamente como resultado de los frecuentes asedios de los mongoles iljánidas de Irak. Al-Rahba era la fortaleza mameluca más importante a lo largo del Éufrates, un centro administrativo y la parada terminal en la ruta postal del sultanato. Cayó en desuso durante el dominio otomano (1517-1918) y desde entonces hasta principios del siglo XX, la fortaleza sirvió principalmente como refugio para los pastores locales y sus rebaños. Las excavaciones se llevaron a cabo en el sitio entre 1976 y 1981.

## Ubicación y etimología
A lo largo de la historia islámica, al-Rahba fue considerado, en palabras del viajero del siglo XIV Ibn Battuta, "el fin de Irak y el comienzo de al-Sham [Siria]". La fortaleza se encuentra a unos 4 kilómetros (2,5 mi) suroeste del río Éufrates, 1 kilómetro (0,6 mi) suroeste de la moderna ciudad siria de Mayadin, y 42 kilómetros (26,1 mi) sureste de Deir ez-Zor, capital de la gobernación de Deir ez-Zor, de la que forma parte al-Rahba. Según el geógrafo del siglo XIII, Yaqut al-Hamawi, el nombre del sitio, al-raḥba, se traduce del árabe como "la parte plana de un wadi, donde se acumula el agua"; La ubicación original de al-Rahba estaba en la orilla occidental del Éufrates. La fortaleza actual está situada en un montículo artificial separado de la meseta del desierto sirio al oeste. Su elevación es de 244 metros (800,5 pies) sobre el nivel del mar.

## Historia

### Rahbat Málik ibn Tawk

#### Primeros años
Según el historiador Thierry Bianquis, "Casi no se sabe nada definitivo sobre la historia de la ciudad [al-Rahba] antes de la era musulmana". Los escritores medievales talmúdicos y siríacos (como Miguel el Sirio y Bar Hebraeus) lo identificaron con la ciudad bíblica de Rehobot han-Nahar ("Rehobot junto al río [Éufrates]"). Algunos historiadores musulmanes medievales, entre ellos al-Tabari, han escrito que era un lugar llamado "Furda" o "Furdat Nu'm", el nombre de un monasterio que supuestamente existía en sus alrededores llamado "Dayr Nu'm". Sin embargo, el historiador persa del siglo IX al-Baladhuri afirma que "no había rastro de que ar-Rahba ... era una ciudad antigua ", y que fue fundada por primera vez por el general abasí Malik ibn Tawk durante el reinado del califa Al-Mamún (813-833 EC). Como tal, los historiadores musulmanes a menudo se referían a la ciudad fortaleza como "Rahbat Malik ibn Tawk". Según el historiador sirio Suhayl Zakkar, al-Rahba tenía un valor estratégico significativo, ya que era "la clave de Siria y, a veces, de Irak" y era la primera parada de las caravanas con destino a Siria procedentes de Irak. Desde al-Rahba, los viajeros, las caravanas y los ejércitos podían avanzar hacia el noroeste a lo largo de la ruta del Éufrates hasta Alepo o atravesar la ruta del desierto hacia Damasco. Debido a su valor estratégico, las potencias musulmanas rivales se disputaban con frecuencia. Las tribus beduinas, en particular, utilizaron al-Rahba como punto de lanzamiento principal para las invasiones del norte de Siria, y como refugio y mercado seguros. Malik ibn Tawk fue su primer señor y, tras su muerte en 873, fue sucedido por su hijo Ahmad. Este último fue expulsado tras la captura de al-Rahba en 883 por el señor abasí de al-Anbar, Muhammad ibn Abi'l-Saj. En el siglo X, al-Rahba se había convertido en una gran ciudad.
En 903, el líder qarmatiano al-Husayn ibn Zikrawayh fue encarcelado en al-Rahba antes de ser transferido a la custodia del califa Al-Mustakfi en Al Raqa. En ese momento, al-Rahba era el centro de la provincia del Éufrates y la sede de su gobernador, Ibn Sima. Al-Husayn fue ejecutado, lo que provocó que sus partidarios de la tribu Banu Ullays se sometieran a Ibn Sima en al-Rahba a principios de 904. Sin embargo, poco después, se volvieron contra Ibn Sima, cuyas fuerzas los derrotaron en una emboscada en los alrededores de al-Rahba en agosto. Después de más batallas, Ibn Sima recibió otra ronda de rendiciones de los jefes qarmatianos y da'is (líderes religiosos ismailíes). En marzo de 928, los qarmatianos bajo el mando de Abu Tahir al-Jannabi conquistaron al-Rahba y masacraron a decenas de sus habitantes. Sus residentes enfrentaron dificultades durante varios años más debido a los disturbios civiles en los alrededores. La paz se estableció en 942 con la llegada de un comandante abasí llamado Adl que fue enviado por Bajkam, el hombre fuerte del califato con sede en Bagdad. Posteriormente, Adl se convirtió en gobernador de las regiones del valle del Éufrates y Jabur.

#### Período hamdánida
Al-Rahba quedó bajo el gobierno hamdanida unos años más tarde, y pasó a formar parte del distrito del Éufrates (tariq al-Furat) del emirato con sede en Mosul. En ese momento, el geógrafo persa Al-Istajri describió la ciudad como más grande que el antiguo Circesio en el lado opuesto del Éufrates. El señor de al-Rahba, Jaman, se rebeló contra el emir hamdanida de Mosul, Nasir al-Dawla (r. 929–968 / 9). Jaman huyó de la ciudad y se ahogó en el Éufrates, pero no antes de que al-Rahba sufriera graves daños por la represión de la rebelión. Nasir al-Dawla otorgó a su hijo favorito, Abu'l-Muzzafar Hamdan, el control de al-Rahba, su distrito de Diyar Mudar y los ingresos del distrito.
Los hijos de Násir al-Dawla impugnaron el control de al-Rahba después de la deposición de su padre en 969. Finalmente pasó a su hijo Abu Taghlib cuando su hermano y comandante subordinado, Hibat-Allah, se lo arrebató a Hamdan en un ataque sorpresa. Abu Taghlib hizo reconstruir los muros de al-Rahba. Devolvió al-Rahba a Hamdan para evitar la posibilidad de que su enemigo búyida Izz al-Dawla al-Bakhtiyar, formara una alianza con Hamdan para socavar a Abu Taghlib. Los Hamdánidas perdieron el control de al-Rahba en 978, después de lo cual fue capturado por el emir búyida 'Adud al-Dawla (r. 949–983). En 991, los habitantes de al-Rahba solicitaron y recibieron un gobernador asignado por el hijo de 'Adud, Emir Baha' al-Dawla (r. 988-1012). La ciudad fue descrita por el geógrafo jerosolimitano al-Muqaddasi a fines del siglo X como el centro del distrito del Éufrates, ubicado en el borde del desierto, con un trazado semicircular y defendido por una fuerte fortaleza. También señaló que la vecindad más amplia se caracteriza por tierras altamente irrigadas y productivas, con abundantes palmeras datileras y membrillos.

#### Período uqáylida y mirdásida
A principios del siglo XI, el control de al-Rahba fue disputado entre los uqáylidas de Mosul y los fatimíes de Egipto. Antes de este conflicto, el califa fatimí al-Hákim nombró a un miembro de la tribu Al Khafajah, Abu Ali ibn Thimal, como señor de al-Rahba. Abu Ali fue asesinado en 1008/09 durante una batalla con sus rivales uqáylidas liderados por Isa ibn Khalat. Este último perdió a al-Rahba ante otro emir uqaylí, Badran ibn Muqallid. La victoria de este último duró poco, ya que el emir fatimí de Damasco, Lu'lu, pronto capturó tanto al-Rahba como Al Raqa, una ciudad fortificada al noroeste. Nombró un gobernador para al-Rahba y regresó a Damasco.
Un rico residente de al-Rahba, Ibn Mahkan, se rebeló contra los fatimíes y tomó el control de la ciudad poco después de la partida de Lu'lu. Aunque pudo derrocar al gobernador fatimí, Ibn Mahkan no pudo mantener la ciudad sin apoyo externo, ya que al-Rahba se encontraba en medio de la encrucijada de varias potencias regionales que codiciaban la ciudad. Por lo tanto, obtuvo el respaldo del emir mirdásida de la tribu Banu Kilab, Salih ibn Mirdas. Surgió un conflicto entre Ibn Mahkan y Salih, lo que llevó a este último a sitiar a al-Rahba. Los dos se reconciliaron y luego Ibn Mahkan y sus hombres capturaron la ciudad fortificada de Anah en Anbar. Sin embargo, cuando Ibn Mahkan buscó el apoyo de Salih para reprimir una revuelta en Anah, este último aprovechó la oportunidad para matar a Ibn Mahkan.
Después de eliminar a Ibn Mahkan, Salih se convirtió en el señor de al-Rahba, e hizo su lealtad a los fatimíes. Al-Rahba fue el primer territorio importante que tuvo Salih y fue la piedra de toque del emirato que establecería en Alepo y gran parte del norte de Siria. Más tarde, su hijo Thimal lo sucedió como emir de Alepo, y al-Rahba se convirtió en su principal base de poder de la que se originaron muchos de sus wazirs (consejeros o ministros). Más tarde, los fatimíes lo obligaron a entregar al-Rahba a su aliado Arslan al-Basasiri, un general turco que se rebeló contra sus amos selyúcidas y el califato abasí. La cesión de al-Rahba a al-Basasiri fue el primer paso en la pérdida del emirato mirdásida por parte de Thimal. Junto con la pérdida de Al Raqa, provocó disensiones dentro del Banu Kilab, y el hermano de Thimal, Atiyya, resolvió restaurar el emirato Mirdasid. La revuelta de Al-Basasiri finalmente fracasó y fue asesinado en 1059, lo que llevó a Atiyya a capturar al-Rahba en abril de 1060. Más tarde, en agosto de 1061, Atiyya defendió con éxito a al-Rahba de los avances numáiridas.
Los mirdásidas perdieron al-Rahba en 1067 ante el emir uqáylida, Sharaf ad-Dawla, vasallo de los selyúcidas afiliados abasíes. De antemano, Atiyya y parte de su ejército habían estado en Homs, lo que le dio a Sharaf ad-Dawla la oportunidad de derrotar a los defensores de Banu Kilab de al-Rahba. Posteriormente, el nombre del califa abasí se leyó en la jutba (sermones de oración de los viernes) de la ciudad en lugar de los fatimíes, un reconocimiento formal del cambio de lealtad de al-Rahba. En 1086, el sultán selyúcida Málik Shah otorgó al-Rahba y sus dependencias de la Alta Mesopotamia, Harran, Al Raqa, Saruch y Khabur, al hijo de Sharaf ad-Dawla, Muhammad.

#### Período selyúcida
En algún momento, los selyúcidas o sus aliados árabes perdieron al-Rahba, pero en 1093 el gobernante selyúcida de Damasco, Tutush, lo capturó junto con varias otras ciudades de la Alta Mesopotamia. Después de su muerte, la posesión de al-Rahba volvió a los Uqáylidas, pero en 1096, Karbuqa de al-Hillah capturó y saqueó la ciudad. Lo mantuvo hasta 1102 cuando Qaymaz, un antiguo mameluco (soldado esclavo) del sultán selyúcida Alp Arslan, tomó el control de él. El hijo de Tutush, Duqaq, y el ayudante de este último, Tughtakin, sitiaron la ciudad, pero no lograron capturarla. Qaymaz murió en diciembre de 1102 y al-Rahba pasó a manos de uno de sus mamelucos turcos llamado Hasan, quien despidió a muchos de los oficiales de Qaymaz y arrestó a varios de los notables de al-Rahba debido a las sospechas de un golpe de Estado en su contra. Duqaq renovó el asedio, pero esta vez fue recibido por la gente del pueblo de al-Rahba, lo que obligó a Hasan a retirarse a la ciudadela. Hasan se rindió después de recibir garantías de un pasaje seguro de Duqaq, así como un iqta (feudo) en otras partes de Siria. Según el cronista del siglo XII Ibn al-Athir, los habitantes de al-Rahba fueron bien tratados por Duqaq, quien reorganizó la administración de la ciudad, estableció una guarnición allí, y le asignó un gobernador de la tribu Banu Shayban, Muhammad ibn Sabbak.
Jawali, un general del sultán selyúcida Muhammad I, conquistó al-Rahba de Ibn Sabbak en mayo de 1107, después de un asedio de un mes. Ibn al-Athir registró que los habitantes de al-Rahba sufrieron mucho durante el asedio y que algunos informaron a Jawali de un punto débil en la defensa de la fortaleza a cambio de promesas de seguridad. Cuando Jawali entró en la ciudad y la saqueó, Ibn Sabbak se rindió y se unió al servicio de Jawali.
En 1127, el señor selyúcida de Mosul, Izz ad-Din Mas'ud ibn al-Bursuqi sitió y conquistó al-Rahba como parte de un intento de invasión de Siria. Sin embargo, enfermó y murió allí poco después. Su señoría en Mosul fue tomada por Imad ad-Din Zengi, mientras que al-Rahba quedó bajo el control del mameluco de al-Bursuqi, al-Jawali, que lo gobernaba como subordinado de Zengi. El hijo de Zengi, Qutb ad-Din, capturó a al-Rahba algunos años después. En 1149, el hermano de Qutb ad-Din, Nur ad-Din, recibió a al-Rahba en las negociaciones patrocinadas por Seljuk entre los señores zenguíes.

### Al-Rahba al-Yadida

#### Período ayubí

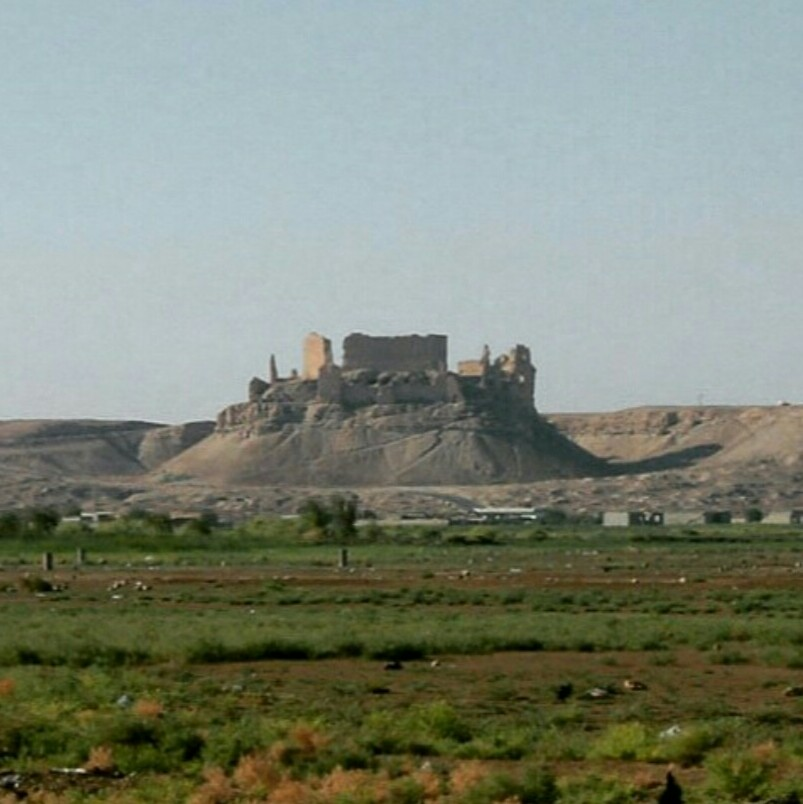
La fortaleza de al-Rahba vista desde la ciudad de Mayadin

Al-Rahba fue destruido por un terremoto en 1157. Cuatro años más tarde, Nur ad-Din otorgó los territorios de al-Rahba y Homs como feudo a Shirkuh, quien hizo que un tal Yúsuf ibn Mallah lo administrara en su nombre. Según el historiador ayubí del siglo XIV, Abu'l-Fida, Shirkuh reconstruyó al-Rahba. La afirmación de Abu'l-Fida puede haber sido incorrecta o la fortaleza construida por Shirkuh cayó en un estado ruinoso en algún momento antes del final del siglo. En cualquier caso, la nueva fortaleza, que pasó a conocerse como "al-Rahba al-Yadida", fue reubicada a unos cinco kilómetros al oeste de la orilla occidental del Éufrates, donde se encontraba el sitio original, "Rahbat Malik ibn Tawk". Cuando Shirkuh murió, sus territorios volvieron a ser Nur ad-Din. Sin embargo, el sobrino de Shirkuh y fundador del Sultanato Ayyubí, Saladino, conquistó los dominios de Nur ad-Din en 1182 y otorgó Homs y al-Rahba al hijo de Shirkuh, Násir ad-Din Muhámmad, como un emirato hereditario.
Según el cronista de la era ayubí y antiguo residente de al-Rahba, Ibn Nazif, la fortaleza de al-Rahba fue reconstruida nuevamente por el nieto de Shirkuh, al-Muyahid Shirkuh II (r. 1186-1240), en 1207. Al-Rahba era la fortaleza más oriental del emirato de Shirkuh II con sede en Homs, y era uno de los cuatro centros principales del emirato, siendo los otros tres el propio Homs, Salamíyah y Palmira. Él supervisó personalmente la demolición de las ruinas de al-Rahba y la construcción de la nueva fortaleza. Al-Rahba permaneció en manos de los descendientes de Shirkuh hasta unos años después de la anexión de la Siria ayubí por el sultanato mameluco en 1260.

#### Período mameluco
En 1264, el sultán mameluco Baybars (r. 1260-1277) reemplazó al gobernador ayubí de al-Rahba por uno de sus oficiales mamelucos de Egipto. La guarnición de Al-Rahba y su comandante ocupaban un lugar destacado en la jerarquía militar mameluca. La fortaleza, junto con y Birecik al norte, emergió como el principal baluarte mameluco contra las invasiones mongolas de la frontera oriental de Siria. Fue la fortaleza más importante de los mamelucos a lo largo del Éufrates, reemplazando a Al-Raqa, que había sido el centro musulmán tradicional en el valle del Éufrates desde el siglo X. Una gran población de refugiados de áreas gobernadas por los mongoles se instaló en al-Rahba, al igual que muchas personas de la ciudad adyacente y no fortificada de Mashhad al-Rahba (antiguo sitio de Rahbat Malik ibn Tawk, hoy Mayadin). También fue la parada terminal del Barid Mamluk (ruta postal) y un centro administrativo.
Durante los períodos ayyubí y mameluco, al-Rahba estuvo situado cerca del territorio tribal de Al Fadl. Cerca de cuatrocientos miembros de la tribu Al Fadl se unieron al pequeño ejército del califa al-Mustánsir, el califa abasí con base en Egipto enviado por Baybars para recuperar Bagdad de manos de los mongoles, cuando llegó a al-Rahba. Esta última fue la primera parada de al-Mustánsir después de su partida de Damasco, pero su campaña finalmente fracasó y murió en una emboscada de los mongoles en al-Anbar. Los mongoles de Irak iljaní infligieron un daño significativo a al-Rahba durante sus guerras con los mamelucos. La fortaleza fue restaurada por Baybars en algún momento hacia el final de su reinado. En 1279, el virrey mameluco de Siria, Sunqur al-Ashqar, se rebeló contra el sultán Qalawun (r. 1279-1290) y se refugió con el jefe de Al-Fadl, Isa ibn Muhanna, en al-Rahba, donde solicitó la intervención del gobernante mongol Abaqa Khan. Cuando los mongoles no pudieron ayudarlo, Sunqur huyó del ejército mameluco entrante, mientras Isa se atrincheraba en la fortaleza. El fracaso de los mongoles a la captura de al-Rahba después de un asedio de un mes comandado por el gobernador iljaní Oljaitu en 1312-13 marcó el último intento del Iljanato de invadir la Siria mameluca. El hijo de Isa, Muhanna, se rebeló contra el sultán an-Násir Muhammad (r. 1310-1341) en 1320, y fue perseguido por el ejército mameluco hasta al-Rahba. Durante el enfrentamiento que siguió, la fortaleza pudo haber sido destruida.

#### Era otomana
Bajo los otomanos, que conquistaron Siria e Irak a principios del siglo XVI, el uso militar de al-Rahba aparentemente disminuyó. Durante la Edad Media, la carretera entre Palmira y al-Rahba era la ruta más importante del desierto sirio, pero su importancia disminuyó durante el dominio otomano. A partir de entonces, al-Rahba se utilizó principalmente como refugio para los pastores de las aldeas cercanas y sus rebaños. En 1588, fue visitado por el viajero veneciano Gasparo Balbi, quien notó una fortaleza en ruinas y habitantes conocidos como "Rahabi" que vivían debajo de ella. El viajero francés Jean-Baptiste Tavernier mencionó Mashhad Rahba, 9,7 kilómetros (6 mi) suroeste de la fortaleza, durante sus viajes allí alrededor de 1632. En 1797, el viajero francés Guillaume-Antoine Olivier pasó por al-Rahba, mencionando que era una fortaleza y un sitio en ruinas.

## Excavaciones
La fortaleza se ha deteriorado considerablemente como resultado de la erosión. Las excavaciones se llevaron a cabo en al-Rahba, incluido el presunto sitio de Rahbat Malik ibn Tawk a lo largo de la ribera del Éufrates, entre 1976 y 1981 bajo los auspicios de la Dirección General de Antigüedades y Museos de Siria, el Instituto Francés de Estudios Árabes de Damasco y el Universidad de Lyon II. En años posteriores, equipos multidisciplinarios de arqueólogos sirios, estadounidenses y europeos llevaron a cabo estudios del sitio y del desierto circundante y de los valles del Éufrates y Jabur. Uno de los topógrafos franceses, J. L. Paillet, esbozó los planos y elevaciones de la fortaleza, que se detallan en su disertación de 1983, Le château de Rahba, étude d'architecture militaire islamique médiévale.
Las excavaciones al pie de la fortaleza entre 1976 y 1978 revelaron un asentamiento medieval dentro de un recinto cuadrangular, algunos de cuyos muros medían hasta 30 metros (98,4 pies) largo y 4 metros (13,1 pies) alto. Las paredes tienen generalmente un espesor de 1 metro (3,3 pies). Entre las estructuras desenterradas se encontraban los probables restos de un khan (caravasar), una mezquita congregacional con un pequeño oratorio y un cuartel de caballería. También había un sistema de canales que traían agua dulce y vaciaban las aguas residuales. Entre los artefactos encontrados en la fortaleza y el antiguo asentamiento debajo de ella se encontraban tiestos y monedas de cerámica (en su mayoría mamelucos y algunos ayyubíes) y numerosas flechas de plumas pertenecientes a flechas dejadas por los sitiadores mongoles. Durante la actual Guerra Civil Siria, se han producido saqueos y excavaciones ilegales en busca de antigüedades en al-Rahba. Las áreas afectadas incluyen los almacenes y patios de la fortaleza, así como el asentamiento medieval a sus pies.

## Arquitectura

### Especificaciones y componentes
El historiador Janusz Bylinski describe la ciudadela de al-Rahba como "una fortaleza dentro de una fortaleza". Su núcleo consiste en una torre del homenaje en forma de pentágono de cuatro pisos, que mide unos 60 x 30 metros (196,9 x 98,4 pies) y está rodeada por un muro en forma de pentágono, que mide unos 270 x 95 metros (885,8 x 311,7 pies). Paillet describió la forma del muro exterior como un triángulo con sus dos ángulos paralelos biselados y sustituidos por muros cortina cortos. Alrededor del montículo artificial sobre el que se asienta la fortaleza hay un foso de 22 metros (72,2 pies) de profundidad y 80 metros (262,5 pies) de ancho. El foso de Al-Rahba es considerablemente más profundo que las fortalezas desérticas de la era ayubí de Palmira y Shumaimis. Una gran cisterna constituye el piso más bajo del torreón.
Se construyeron varios baluartes a lo largo de los muros exteriores de la fortaleza. Los lados oeste y sureste contenían los cuatro bastiones más grandes de al-Rahba, de los cuales el más grande medía 17,2 x 15,2 metros (56,4 x 49,9 pies) y el más pequeño, 12,4 x 12,4 metros (40,7 x 40,7 pies). Estos bastiones apoyaron la artillería defensiva pesada. Su altura sobrepasaba las torres de Palmira y Shumaimis probablemente porque las ubicaciones de estos últimos fuertes en colinas aisladas no requerían "artillería defensiva de última generación", según Bylinski. Por el contrario, en al-Rahba, las máquinas de asedio enemigas podrían colocarse en las mesetas cercanas, que estaban casi al nivel de la fortaleza. El bastión más pequeño de Al-Rahba se encuentra en su muro norte, menos vulnerable, y mide 5,2 x 4,4 metros (17,1 x 14,4 pies).
Tanto los muros exteriores como los que rodean el torreón fueron equipados con almenas y parapetos, con los parapetos del torreón colocados 6,5 metros más alto que sus contrapartes a lo largo del muro exterior. Esto se hizo para establecer una línea defensiva secundaria que permitiera a los defensores del edificio disparar flechas a los atacantes que traspasaban los muros externos. El edificio central estaba vinculado a las fortificaciones externas por pasillos y cámaras.

### Fases de construcción
Aunque gran parte del edificio está en ruinas, las excavaciones han determinado que al-Rahba pasó por al menos ocho fases de construcción sin fecha probablemente a partir del período ayyubí temprano. En su mayor parte, cada fase utilizó diferentes técnicas arquitectónicas y conceptos de fortificación, y ninguna de las fases afectó toda la extensión del edificio al mismo tiempo. Un tema común de las fases fue la restauración o fortalecimiento de los lados occidental y sureste de al-Rahba, que enfrentaban la meseta del desierto y eran las áreas más expuestas de la fortaleza. Por el contrario, el lado norte que da a los centros de población se mantuvo prácticamente sin cambios.
La primera fase vio las paredes construidas con adobe, una característica muy común de las estructuras del área del Éufrates. Aunque no se puede determinar la forma del edificio después de su fase inicial, Paillet presume que su tamaño probablemente correspondía al del edificio actual. El pequeño bastión saliente que sobresale del muro norte data de la primera fase.
La segunda fase de construcción agregó tres baluartes salientes, cada uno de los cuales tenía más del doble del tamaño del bastión norte. Los nuevos bastiones se colocaron a lo largo de la parte de la ciudadela de al-Rahba que miraba al desierto hacia el oeste. Los constructores de la segunda fase también reforzaron los muros de al-Rahba con bloques de conglomerado toscamente cortados y unidos entre sí con mortero de alta calidad. En la tercera fase, se utilizó adobe de mayor calidad, se elevó el muro cortina occidental y se reemplazó el muro cortina suroeste y se decoró con bandas de inscripciones árabes. Además, se construyó una gran cúpula de ladrillo encima de la cámara a nivel del suelo del bastión noroeste. Los muros externos de la fortaleza alcanzaron su forma final durante la tercera fase, aunque habría más restauraciones en décadas posteriores.
En la cuarta fase, se agregaron casamatas bajas a las cortinas occidental y suroeste para proporcionar una plataforma adicional para que la usen los defensores de al-Rahba. Los muros, particularmente en el lado oriental, se reforzaron en la quinta fase, lo que Paillet atribuye a los esfuerzos de Shirkuh II y sus contemporáneos ayyubíes para fortalecer las fortalezas de Siria. La técnica de construcción utilizada en esta fase probablemente requirió fondos, equipo y experiencia técnica significativos. Se realizaron varios cambios, incluida la reconstrucción de la torre sureste y el refuerzo de la torre noreste con un muro adicional y un piso abovedado. Además, la vertiente norte del muro exterior se reforzó aún más con un glacis construido a partir de grandes bloques de conglomerados. Durante esta fase se erigió un edificio en el centro de al-Rahba, probablemente reemplazando una estructura más antigua o un patio.
La última fase de construcción importante fue la sexta, que vio la restauración de los muros externos este y oeste después de que fueron severamente dañados por los sitiadores mongoles. También se construyó un bastión saliente del noreste, mucho más pequeño que los baluartes oriental y occidental. La mampostería de la quinta fase se reutilizó para la reconstrucción junto con yeso nuevo, piedra caliza y otros materiales. Las fases séptima y octava consistieron en aumentar los muros externos occidentales de al-Rahba.